# Manuela de los Herreros Sorà
Manuela de los Herreros Sorà (Palma, 10 de junio de 1845 -Ibidem, 29 de abril de 1911) fue una escritora y administradora de carácter costumbrista española. Desde temprana edad, se mostró interesada en la cultura, en especial, el aprendizaje de lenguas. Estuvo en contacto, gracias a la posición social de su padre, con el archiduque Luis Salvador de Austria.

## Biografía
Manuela de los Herreros y Sorà nació en Palma el 10 de junio de 1845, en una familia con un alto nivel cultural, lo que le abriría las puertas a una educación a la que muy pocas mujeres de su época podían acceder. Su padre, Manuel de las Herreros, fue director del Instituto Balear (institución que tuvo un peso importantísimo en la renovación pedagógica de las Islas Baleares) y uno de sus tíos por parte de madre fue catedrático. Emparentada con figuras vinculadas al mundo de la cultura, desde muy pequeña mostró un gran interés por la lectura que la hizo destacar entre las alumnas de las escuelas de Bernat Homar y Alexandre Perelló. Del mismo modo destacó, más adelante, por su conocimiento del inglés, el francés, el italiano y el alemán, aparte del mallorquín (su lengua materna).
Antes de casarse, en una época en la que llevó una intensa actividad como escritora, era habitual verla en el Ateneo Balear (que se acababa de abrir a las mujeres) pero a raíz de su matrimonio con el abogado Enric Bonet i Ferrer en 1872 y de los catorce hijos que tuvieron, disminuyó su dedicación a este ámbito. Durante los años de más implicación con el mundo literario escribió en prosa y en verso obras de temática costumbrista, formó parte de las redacciones de varias publicaciones costumbristas mallorquinas como La Dulzaina, La Revista Balar y el calendario El Saracossano y publicó en revistas del Principado como Lo Gay Saber y Calendari Català. De esta misma época, destacan sus buenas relaciones con los escritores catalanes más destacados de la Renaixença que se acompañaban, sin embargo, de su voluntad de no formar parte de los certámenes ni de los Juegos Florales y de no reunir toda la su producción literaria en un volumen.
Manuela enviudó en 1899 y cuatro años después, en 1903, murió su padre que, además de director del Instituto Balear había sido presidente de la Sociedad Económica de Amigos del País, y colaborador literario y administrador del Archiduque Luis Salvador de Austria. Tras quedar huérfana de padre continuó con la tarea que este realizaba y ocupó el puesto de administradora del Archiduque. Murió el 29 de abril de 1911 en Palma, ciudad de la que sería llamada hija ilustre en diciembre de 1915. Tiene una calle dedicada en el barrio de Can Pastilla, donde se encuentra el acuario de la ciudad, el Palma Aquarium.